# Revolta de Haymarket
La Revolta de Haymarket o Incident de Haymarket va ser un fet històric que va tenir lloc a Haymarket Square (Chicago, Illinois, Estats Units) el 4 de maig de 1886 i que va ser el punt culminant d'una sèrie de protestes obreres que, des del 1r de maig, s'havien estat produint per la reivindicació de la jornada laboral de vuit hores. Durant una manifestació pacífica, una persona desconeguda va llançar una bomba a la policia que intentava dissoldre l'acte de forma violenta. Això va desembocar en un judici, anys després qualificat d'il·legítim i deliberadament malintencionat, a vuit treballadors anarquistes. Cinc d'ells van ser condemnats a mort (un d'ells es va suïcidar abans de ser executat) i tres van ser reclosos. Foren els anomenats Màrtirs de Chicago pel moviment obrer.
Posteriorment, aquest fet donà lloc a la commemoració del Primer de Maig, originalment per part del moviment obrer i, en l'actualitat, considerat en la gran majoria dels països democràtics (exceptuant els Estats Units i el Regne Unit) el Dia Internacional dels Treballadors.

## El context
Els fets que van donar lloc a aquesta revolta estan contextualitzats en les albors de la revolució industrial als Estats Units. A final de segle xix, Chicago era la segona ciutat dels EUA. De l'oest i del sud-est arribaven cada any per ferrocarril milers de ramaders desocupats, creant les primeres viles humils que albergarien centenars de milers de treballadors. A més, aquests centres urbans van acollir emigrants vinguts de tot el món al llarg de segle xix.

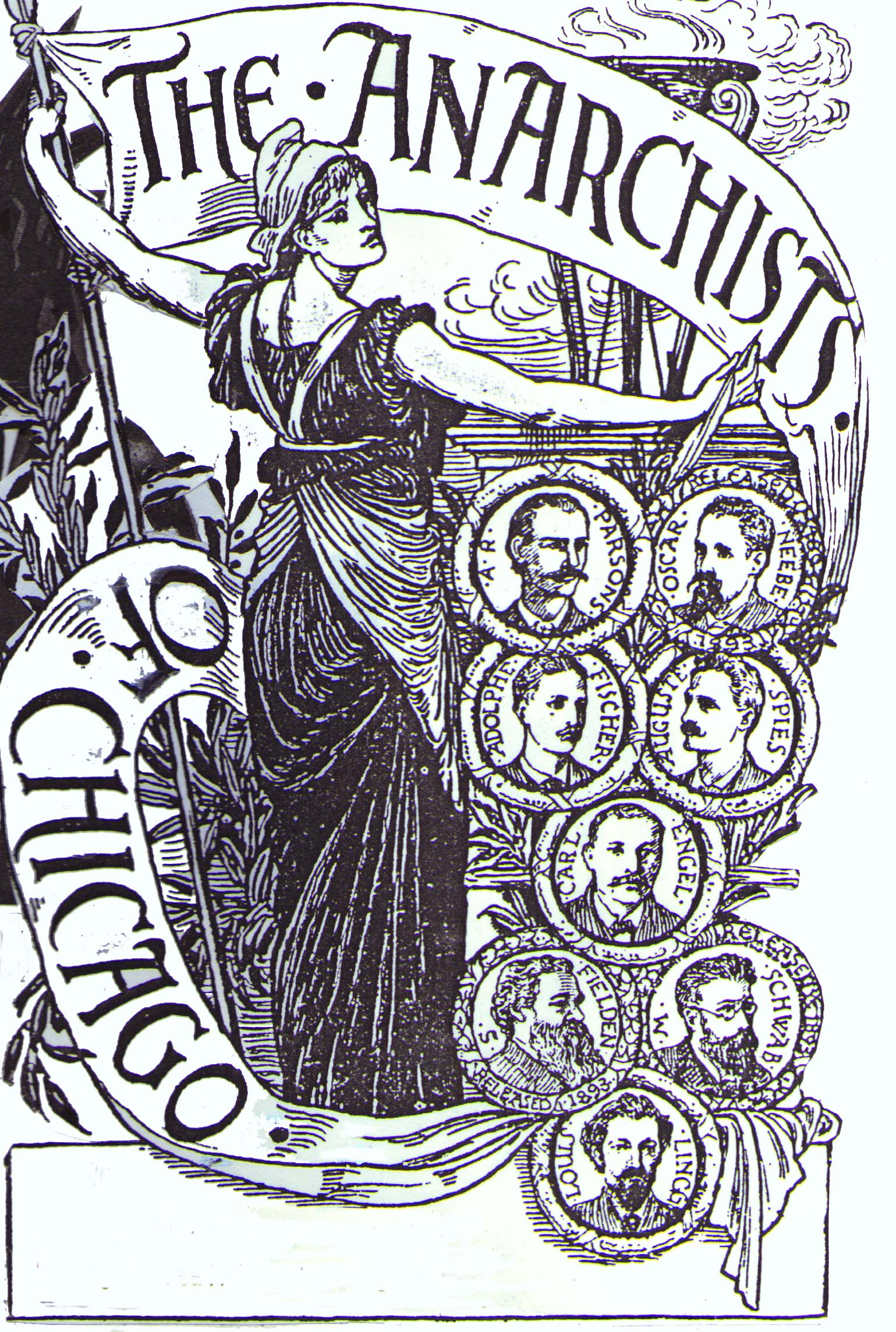
Gravat de Walter Crane donant suport als "Anarquistes de Chicago".

### La reivindicació de la jornada laboral de vuit hores
Una de les reivindicacions bàsiques dels treballadors era la jornada de vuit hores. En aquest context, fer valer la màxima vuit hores per al treball, vuit hores per al son i vuit hores per a la casa, va produir una sèrie continua de moviments. El 1829 es va formar un moviment per a sol·licitar a la legislatura de Nova York la jornada de vuit hores. Anteriorment existia una llei que prohibia treballar més de divuit hores, excepte en cas de necessitat. Si no hi havia tal necessitat, qualsevol funcionari d'una companyia de ferrocarril que hagués obligat un maquinista o fogoner a treballar jornades de divuit hores diàries havia de pagar una multa de vint-i-cinc dòlars.
El moviment sindical al Canadà va iniciar una campanya similar a partir de 1872 a favor del dia laboral limitat i dels drets sindicals, que es van obtenir en la dècada dels 1870 en aquest país.
La majoria dels obrers estaven afiliats a la Noble Ordre dels Cavallers del Treball, amb una important influència anarquista, però tenia més preponderància l'American Federation of Labor (Federació Nord-americana del Treball). En el seu quart congrés, realitzat el 17 d'octubre de 1884, havia resolt que des de l'1 de maig de 1886 la durada legal de la jornada de treball hauria de ser de vuit hores. En cas de no obtenir resposta a aquest reclam, s'aniria a una vaga. Recomanava a totes les unions sindicals tractar de fer promulgar lleis amb aquest contingut en totes les seves jurisdiccions. Aquesta resolució va despertar l'interès de totes les organitzacions, que veien que la jornada de vuit hores possibilitaria obtenir major quantitat de llocs de treball (menys desocupació). Aquests dos anys van accentuar el sentiment de solidaritat i internacionalisme obrer.
El 1886, el president dels Estats Units Andrew Johnson va promulgar l'anomenada Llei Ingersoll, que establia les vuit hores de treball diàries. Al cap de poc, dinou estats van sancionar lleis que permetien treballar jornades màximes de vuit i deu hores (encara que sempre amb clàusules que permetien fer treballar els obrers entre catorze i divuit hores). Les condicions de treball eren similars, i les condicions en què es vivia seguien sent insuportables.
Com que la Llei Ingersoll no es va complir les organitzacions laborals i sindicals dels Estats Units es van mobilitzar. La premsa qualificava el moviment en demanda de les vuit hores de treball com "indignant i irrespectuós", "deliri de llunàtics poc patriotes", i manifestant que era "el mateix que demanar que es pagui un salari sense complir cap hora de treball.

## Els fets

### La convocatòria de vaga
La Noble Ordre dels Cavallers del Treball (la principal organització de treballadors als EUA) va remetre una circular a totes les organitzacions adherides on manifestava: “Cap treballador adherit a aquesta central ha de fer vaga el 1r de maig, ja que no hem donat cap ordre al respecte”. Aquest comunicat va ser rebutjat de ple per tots els treballadors dels EUA i del Canadà, que van repudiar els dirigents de la Noble Ordre per traïdors al moviment obrer.

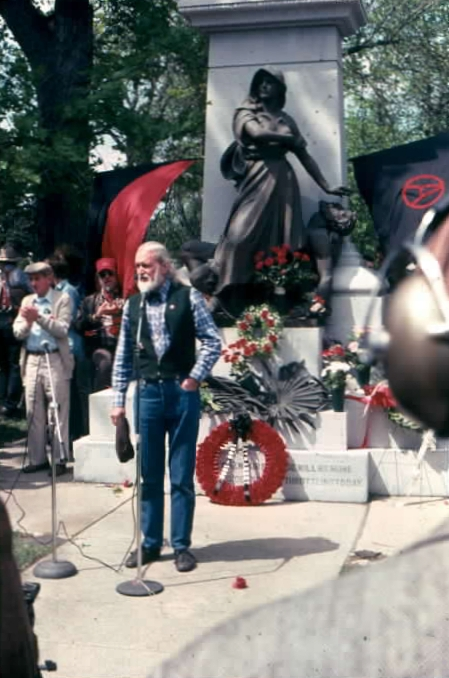
Commemoració del centenari dels successos d'Haymarket en maig de 1986 al cementiri Waldheim, Chicago.

A la premsa del dia anterior a la vaga, el 29 d'abril de 1886, es podia llegir: “A més de les vuit hores, els treballadors van a exigir tot el que puguin suggerir els més bojos anarquistes”.
El New York Times deia:
| « | Les vagues per a obligar al compliment de les vuit hores poden fer molt per a paralitzar la nostra indústria, disminuir el comerç i frenar la renaixent prosperitat de la nostra nació, però no assoliran el seu objectiu. | » |

El Philadelphia Telegram deia:
| « | L'element laboral ha estat picat per una espècie de taràntula universal i s'ha tornat boig rematat: pensa precisament en aquests moments a iniciar una vaga per l'assoliment del sistema de vuit hores. | » |

L'Indianapolis Journal deia:
| « | Les desfilades de carrer, les banderes vermelles, les fogoses arengues de truans i demagogs que viuen dels impostos d'homes honestos però enganyats, les vagues i amenaces de violència, assenyalen la iniciació del moviment. | » |

## 1 de maig, inici de la vaga
L'1 de maig de 1886, 200.000 treballadors van iniciar la vaga, mentre que altres 200.000 obtenien aquesta conquesta amb la simple amenaça d'atur. A Chicago, on les condicions dels treballadors eren molt pitjors que en altres ciutats del país, les mobilitzacions van seguir els dies 2 i 3 de maig. L'única fàbrica que treballava era la fàbrica de maquinària agrícola McCormik, que es trobava en vaga des del 16 de febrer perquè volien descomptar als obrers una quantitat per a la construcció d'una església. La producció es mantenia a força d'esquirols. El dia 2 la policia havia dissolt violentament una manifestació de més de 50.000 persones i el dia 3 se celebrava una concentració davant de les seves portes, quan era a la tribuna l'anarquista August Spies, va sonar la sirena de sortida d'un torn de trencavagues. Els concentrats es van llançar sobre els scabs (grocs) començant una batalla campal. Una companyia de policies, sense cap avís, va disparar a boca de canó sobre la gent produint sis morts i diverses desenes de ferits.
Adolph Fischer, redactor del periòdic Arbeiter Zeitung, va córrer cap a la impremta del periòdic per a imprimir 25.000 pamflets (fet que després s'utilitzaria com a principal prova acusatòria al judici que el va portar a la forca), els quals proclamaven:
| « | Treballadors, la guerra de classes ha començat. Ahir, davant de la fàbrica McCormik, es va afusellar els obrers. La seva sang demana venjança! Qui podrà dubtar ja que els xacals que ens governen estan àvids de sang treballadora? Però els treballadors no són un ramat de carners. Al terror blanc responguem amb el terror vermell! És preferible la mort que la misèria. Si s'afusella els treballadors, responguem de tal manera que els amos ho recordin per molt temps. És la necessitat el que ens fa cridar: a les armes!. Ahir, les dones i els fills dels pobres ploraven els marits i els pares afusellats, mentre que en els palaus dels rics s'omplien gots de vi costós i es bevia a la salut dels bandits de l'ordre... Eixugueu-vos les llàgrimes, els qui sofriu! Tingueu coratge, esclaus! Aixequeu-vos! | » |

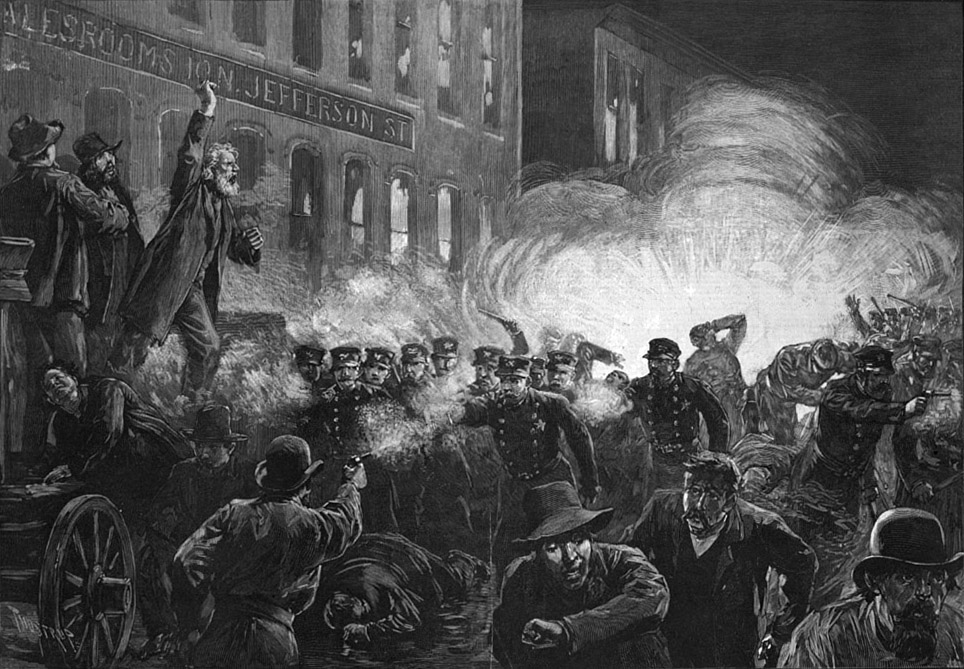
Moment de l'explosió a Haymarket Square el 4 de maig. Gravat del periòdic Harper's Weekly aparegut el 15 de maig de 1886.

La proclama acabava convocant un acte de protesta per a l'endemà, el 4 de maig, a les quatre de la tarda, a Haymarket Square. Es va aconseguir un permís de l'alcalde Carter Harrison, Sr per a fer un acte a les 19.30.

### 4 de maig, dia de la revolta
El 4 de maig a les 21.30 l'alcalde donà per acabat l'acte de Haymarket Square', convocat per tal de garantir la seguretat dels obrers. Tot i això, gran part de la concurrència (més de 20.000 persones) romangué encara a la zona. L'inspector de la policia John Bonfield va considerar que, havent acabat l'acte, no havia de permetre que els obrers hi continuessin, i juntament a 180 policies uniformats, avançà cap al parc i començà a reprimir-los. De sobte, va esclatar entre els policies un artefacte explosiu que va matar un oficial de nom Degan i en va ferir uns altres. La policia va obrir foc sobre la multitud, matant i ferint una quantitat incerta d'obrers. Es va declarar l'estat de setge i el toc de queda, i en els dies següents es van detenir centenars d'obrers, els quals foren colpejats i torturats, acusats de l'assassinat del policia. Es van realitzar una gran quantitat de violacions de domicili i es va manipular la descoberta d'arsenals d'armes, municions, amagatalls secrets i fins i tot “un motlle per a fabricar torpedes navals”.

### La campanya de premsa
La premsa en general es va plegar a la repressió i va realitzar una campanya recolzant i animant la mateixa amb columnes com aquesta:
| « | Quins millors sospitosos que la plana major dels anarquistes. A la forca els bruts assassins, rufians vermells comunistes, monstres sanguinaris, fabricants de bombes, gentola que no són una altra cosa que la ressaga d'Europa que va buscar les nostres costes per a abusar de la nostra hospitalitat i desafiar a l'autoritat de la nostra nació, i que en tots aquests anys no han fet una altra cosa que proclamar doctrines sedicioses i perilloses! | » |

La premsa reclamava un judici sumari per part de la Cort Suprema, responsabilitzant vuit anarquistes i totes les figures prominents del moviment obrer. Es va continuar amb la detenció de centenars de treballadors en qualitat de sospitosos.

## El judici
El 21 de juny de 1886 es va iniciar la causa contra trenta-un responsables, nombre que posteriorment va ser reduït a vuit. Malgrat que el judici va ser en tot moment una farsa i es va fer sense respectar cap norma processal, la premsa groga sostenia la culpabilitat de tots els acusats i la necessitat de “penjar els estrangers”. Encara que no es va poder provar res en contra seu, els vuit de Chicago van ser declarats culpables, acusats de ser enemics de la societat i l'ordre establert. Tres d'ells van ser condemnats a presó i cinc a la forca.
En l'actualitat es considera que el seu judici va estar motivat per raons polítiques i no per raons jurídiques, és a dir, es va jutjar la seva orientació política llibertària i la seva condició d'obrers rebels i no l'incident en si mateix.

## Les condemnes

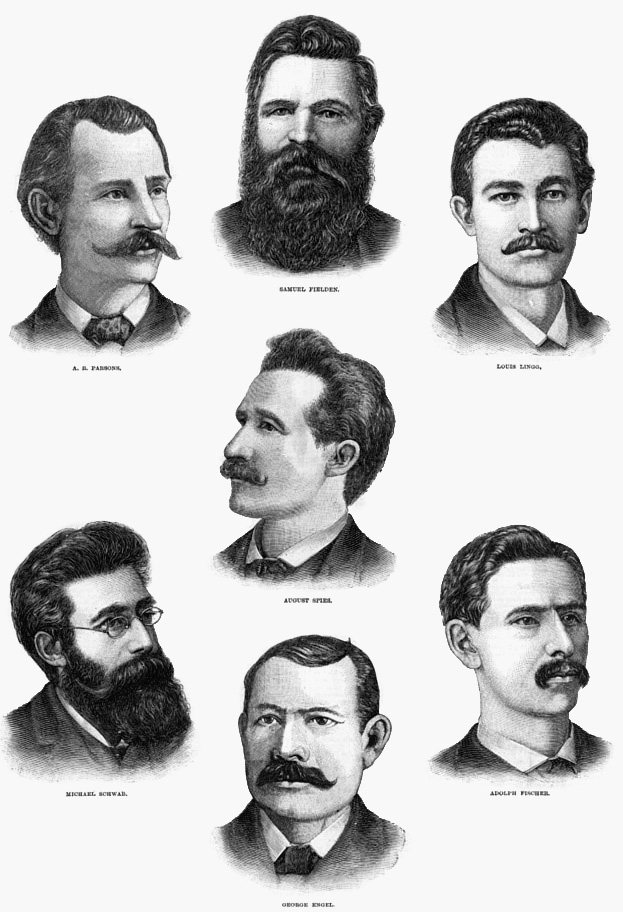
Gravat dels set anarquistes condemnats a mort i a cadena perpètua pel dia de l'assassinat del policia Degan. L'octau, Oscar Neebe, no hi apareix per estar-hi sentenciat a 15 anys de presó.

### Presó
- Samuel Fielden (anglès, 39 anys, pastor, metodista i obrer tèxtil, condemnat a cadena perpètua).
- Oscar Neebe (nord-americà, 36 anys, venedor, condemnat a quinze anys de treballs forçats).
- Michael Swabb (alemany, 33 anys, tipògraf, condemnat a cadena perpètua), el qual va dir:

| « | Parlaré poc, i segurament no desenganxaria els llavis si el meu silenci no pogués interpretar-se com un covard assentiment a la comèdia que s'acaba de desenvolupar. El que aquí s'ha processat és l'anarquia, i l'anarquia és una doctrina hostil oposada a la força bruta, al sistema de producció criminal i a la distribució injusta de la riquesa. Vostès i només vostès són els agitadors i els conspiradors. | » |

### Morts a la forca
L'11 de novembre de 1887 es va consumar l'execució de:
- Georg Engel (alemany, 50 anys, tipògraf).
- Adolf Fischer (alemany, 30 anys, periodista), el qual va dir:

| « | Solament haig de protestar contra la pena de mort que m'imposen perquè no he comès cap crim... però si haig de ser penjat per professar les meves idees anarquistes, pel meu amor a la llibertat, a la igualtat i a la fraternitat, llavors no hi tinc cap inconvenient. Ho dic ben alt: disposin de la meva vida. | » |

- Albert Parsons (nord-americà, 39 anys, periodista, espòs de la mexicana Lucy González Parsons; encara que es va provar que no va estar present en el lloc, es va lliurar per estar amb els seus companys i va ser jutjat igualment). Va dir:

| « | El principi fonamental de l'anarquia és l'abolició del salari i la substitució de l'actual sistema industrial i autoritari per un sistema de lliure cooperació universal, l'únic que pot resoldre el conflicte que es prepara. La societat actual només viu per mitjà de la repressió, i nosaltres hem aconsellat una revolució social dels treballadors contra aquest sistema de força. Si haig de ser penjat per les meves idees anarquistes, està bé: matin-me. | » |

- Hessois Auguste Spies (alemany, 31 anys, periodista), el qual va dir:

| « | Honorable jutge, la meva defensa és la seva pròpia acusació, els meus pretesos crims són la seva història. […] Pot sentenciar-me, però almenys que se sàpiga que a l'estat d'Illinois vuit homes van ser sentenciats per no perdre la fe en l'últim triomf de la llibertat i la justícia. | » |

- Louis Linng (alemany, 22 anys, fuster) per a no ser executat es va suïcidar en la seva pròpia cel·la. Abans d'això, va dir:

| « | No, no és per un crim pel que ens condemnen a mort, és pel que aquí s'ha dit en tots els tons: ens condemnen a mort per l'anarquia, i ja que se'ns condemna pels nostres principis, jo crido ben fort: sóc anarquista! Els menyspreo, menyspreo el seu ordre, les seves lleis, la seva força, la seva autoritat. Enforqueu-me! | » |

Relat de l'execució per José Martí, corresponsal a Chicago del diari La Nación de Buenos Aires:
| « | ...surten de les seves cel·les. Es donen la mà, somriuen. Els llegeixen la sentència, els subjecten les mans per l'esquena amb manilles, els cenyeixen els braços al cos amb una faixa de cuir i els posen una mortalla blanca com la túnica dels catecúmens cristians. A baix hi ha la concurrència, asseguda en una filera de cadires davant del cadafal com en un teatre... Fermesa en el rostre de Fischer, pregària en el de Spies, orgull en el del Parsons, Engel fa un acudit a propòsit de la seva caputxa, Spies crida: «la veu que aneu a sufocar serà més poderosa en el futur que quantes paraules pogués jo dir ara». Els abaixen les caputxes, després un senyal, un soroll, el parany cedeix, els quatre cossos cauen i s'engronsen en una dansa espantable... | » |

El crim de Chicago va costar la vida de molts treballadors i dirigents sindicals; no se'n coneix el nombre exacte, però van ser milers els acomiadats, detinguts, processats, ferits de bala o torturats. La majoria eren immigrants italians, espanyols, alemanys, russos, irlandesos, jueus, polonesos i eslaus.

## Consecució de la jornada laboral de vuit hores
A la fi de maig de 1886 diversos sectors patronals van accedir a atorgar la jornada de vuit hores a diversos centenars de milers d'obrers. L'èxit va ser tal que la Federació de Gremis i Unions Organitzades va expressar el seu goig amb aquestes paraules: "Mai en la història d'aquest país hi ha hagut un aixecament tan general entre les masses industrials. El desig d'una disminució de la jornada de treball ha impulsat milions de treballadors a afiliar-se a les organitzacions existents, quan fins ara havien romàs indiferents a l'agitació sindical".

## Monuments
|  |  |  |  |  |  |